# Che cosa triste la guerra!
Che cosa triste la guerra! è un cortometraggio del 1914 diretto da Giovanni Enrico Vidali. Dello stesso anno è anche un film con un titolo molto simile, Che cosa triste è la guerra, diretto da Ermete Novelli.